# المجلس القومي لرعاية أسر الشهداء ومصابي الثورة (مصر)
المجلس القومي لرعاية أسر الشهداء والمصابين هو مجلس قومي حكومي مصري تحت اشراف مجلس الوزراء ومنشأ بقرار رئيس الوزراء رقم 1485 لسنة 2011.

## أهداف المجلس
يهدف المجلس إلى "توفير كافة أوجه الرعاية لأسر الشهداء والمصابين الذين سقطوا أثناء ثورة 25 يناير والاحداث اللاحقة لها وهي موقعة الجمل وأحداث مجلس الوزراء وأحداث محمد محمود وأحداث ماسبيرو وذلك من أجل توفير الحرية والكرامة لكل المصريين".

## مهام المجلس
- القيام بحصر ضحايا ثورة 25 يناير وإعداد قاعدة بيانات لهم.
- توفير العلاج المناسب لمصابي الثورة، وفقا لاحتياجات كل منهم، والتي تحددها التقارير الطبية من المؤسسات العلاجية المعتمدة.
- توفير التأهيل الطبي اللازم للمصابين وصرف نفقات العلاج التي تحملها أسر الشهداء والمصابين من مالهم الخاص حتى تاريخ نشر هذا القرار.
- تقديم مساعدة لأهالي أسر الشهداء والمصابين بعد شفائهم بالحصول على فرصة عمل مناسبة وفقا لمؤهلاتهم.
- دعم المصابين الذين خلفت الإصابة فيهم عجزا كليا أو جزئيا يمنعهم من العمل وفقا للتقارير الطبية من الجهات المختصة، والحصول على سكن ملائم حالة عدم وجود سكن آخر.
- صرف الدعم اللازم لأهالي أسر الشهداء والمصابين.
- عمل مشروعات صغيرة لأسر الشهداء والمصابين بالتعاون مع الجهات المختصة.

## الأمناء
- اللواء / اشرف الخطيب
- اللواء أركان حرب / محمد عبد المنعم عبد الحافظ
- أ / سيد أبو بيه.[7]
- اللواء/ محمد الشافعي.[8]
- أ / خالد بدوي.[9]
- د / حسنى صابر.[10]
- د / عمرو جاد.[11]